# Winchester '73
Winchester '73 este un film western american din 1950, regizat de Anthony Mann după un scenariu de Borden Chase și Robert L. Richards.

## Distribuție
- James Stewart – Lin McAdam
- Shelley Winters – Lola Manners
- Dan Duryea – Waco Johnnie Dean
- Stephen McNally – Dutch Henry Brown
- Millard Mitchell –  High-Spade Frankie Wilson
- Charles Drake – Steve Miller
- John McIntire – Joe Lamont
- Jay C. Flippen – Sgt. Wilkes
- Rock Hudson – Young Bull
- Tony Curtis – Doan
- John Alexander – Jack Riker
- James Best – Crater
- Abner Biberman – Latigo Means
- Steve Brodie – Wesley